# NGC 163
NGC 163 es una galaxia elíptica localizada en la constelación de Cetus. Fue descubierta por William Herschel en 1890.